# Ariane à queue bleue
Saucerottia cyanura
Espèce
Statut de conservation UICN

 LC  : Préoccupation mineure
Statut CITES
L’Ariane à queue bleue (Saucerottia cyanura) est une espèce de colibris de la sous-famille des Trochilinae.

## Distribution
L’Ariane à queue bleue est présente dans l’extrême sud du Mexique, au Guatemala, au Salvador, au Nicaragua et au Honduras.

Carte de répartition de l'espèce

## Référence
(en) « Neotropical Birds Online », Cornell Lab of Ornithology, 25 juillet 2011